# SP u hazeni za žene 1930.
Svjetsko prvenstvo u hazeni za žene 1930. bilo je dijelom 3. Svjetskih ženskih igara koje su se održale u Pragu. Ovo je bilo na prvom SP-u u hazeni za žene, a koje se održalo kao dio ovih igara.
Hrvatske su hazenašice (predstavljajući Jugoslaviju) na 3. igrama osvojile srebrno odličje. To je odličje bilo prvo odličje na nekom svjetskom prvenstvu koju su osvojile Hrvatice.
Pobijedila je Čehoslovačka ispred Jugoslavije i Poljske. Dotad su igračice iz Čehoslovačke bile neporažene.
Za Jugoslaviju je pored ostalih igrala hrvatska umjetnica Ivana Tomljenović-Meller.